# Stacze (Kalinowo)
Stacze (deutsch Statzen) ist ein zur Gemeinde Kalinowo (Kallinowen, 1938 bis 1945 Dreimühlen) zählendes Dorf im nordöstlichen Masuren in der polnischen Woiwodschaft Ermland-Masuren, Powiat Ełcki (Kreis Lyck).

## Geographische Lage
Das Dorf befindet sich zehn Kilometer Luftlinie südwestlich der Ortschaft Kalinowo am Endpunkt einer von Sypitki (Sypittken, 1938 bis 1945 Vierbrücken) über Kucze (Kutzen) führenden Landstraße. Es liegt beiderseits des Flusses Lega, der hier auch als „Malkienfluss“ bezeichnet wird, sowie am nordwestlichen Ufer des Statzener Sees (polnisch Jezioro Stackie).

## Geschichte
Das Dorf Statzen wurde gegründet durch die Verleihung der Handfeste 1482, als der Komtur von Rhein den Herren Steincko Statzke, Jan Warda, Myckoleyn und Jacob insgesamt 30 Hufen Land zu beiden Seiten des Fließes Melkin zu Magdeburger Recht verschrieb.
1656 fielen die mit Polen verbündeten Tataren in weite Teile Masurens und so auch in Statzen ein, wobei das Dorf fast vollständig zerstört wurde.
Aus dieser Zeit ist überliefert, dass der Bauer Tobias Borowy und seine Familie bei der Feldarbeit überfallen wurde. Die Mutter konnte dabei ihren zweijährigen Sohn gerade noch im Korn verstecken, während sie selber und ihr Mann in Gefangenschaft gerieten und für Zwecke der Sklaverei in die Türkei verschleppt wurden. Dort verstarb die Frau von Borowy. Tobias Borowy leistete in der Türkei 18 Jahre lang Sklavenarbeit, konnte dann aber fliehen und kehrte mit zwei Pferden und etlichen Mitbringseln nach Statzen zurück, wo er von seinem inzwischen erwachsenen Sohn in die Arme geschlossen werden konnte. Zum Dank für seine Rettung stiftete der Vater der Kirche in Pissanitzen, der Statzen als Kirchspielort zugeordnet war, einen goldenen türkischen Leuchter. Die nachfolgenden Generationen der Borowys führten den Hof sogar bis 1944. Letzter deutscher Besitzer war August Borowy. Dessen Frau und Kind kamen am Ende des Zweiten Weltkrieges auf der Flucht um, August Borowy wurde nach Kriegsgefangenschaft Bergwerksarbeiter im Ruhrgebiet.
Am 27. Mai 1874 entstand im Zuge einer preußischen Gemeindereform neu ein Amtsbezirk Sawadden (polnisch Zawady-Tworki), zu dem die Landgemeinden Brodowen, Buczylowen, Cziessen, Czyntschen, Jebramken, Klein Lasken, Krzywen, Kutzen, Ossarken, Sypittken und Statzen sowie der Gutsbezirk Sawadden gehörten.
Am 1. Dezember 1910 verzeichnete Statzen noch 323 Einwohner.
1908 umfasste der Amtsbezirk Sypittken (polnisch Sypitki) die Landgemeinden Czießen, Czynczen, Klein Lasken, Kutzen, Rundfließ (bis Umbenennung 1907: Krzywen), Statzen und Sypittken und den Gutsbezirk Lyck, Domänenamt (teilweise).
Aufgrund der Bestimmungen des Versailler Vertrags stimmte die Bevölkerung im Abstimmungsgebiet Allenstein, zu dem Statzen gehörte, am 11. Juli 1920 über die weitere staatliche Zugehörigkeit zu Ostpreußen (und damit zu Deutschland) oder den Anschluss an Polen ab. In Statzen stimmten 220 Einwohner für den Verbleib bei Ostpreußen, auf Polen entfiel keine Stimme.
1931 umfasste im Rahmen von Gebietsveränderungen der Amtsbezirk Sypittken die Landgemeinden Czynczen, Klein Lasken, Kutzen, Rundfließ, Seeheim (bis Umbenennung 1908: Czießen), Statzen und Sypittken.
1933 waren in Statzen 274 Einwohner verzeichnet, 1939 waren es noch 244.
Am 1. August 1944 zählte Statzen ca. 280 Einwohner. Der letzte deutsche Bürgermeister war Friedrich Niklaß, der sein Amt mehr als 20 Jahre ausübte. Am 1. August 1944 begann der Treck der deutschen Bewohner unter seiner Leitung die Flucht vor der Roten Armee. 
Nach Ende des Zweiten Weltkrieges 1945 fiel das zum Deutschen Reich (Ostpreußen), Kreis Lyck, gehörende Statzen an Polen. 
Die ansässige deutsche Bevölkerung wurde, soweit sie nicht geflüchtet war, nach 1945 größtenteils vertrieben und  durch Neubürger aus anderen Teilen Polens ersetzt. Der Ort wurde in „Stacze“ umbenannt.
Von 1975 bis 1998 gehörte Stacze zur damaligen Woiwodschaft Suwałki, kam dann 1999 zur neu gebildeten Woiwodschaft Ermland-Masuren. Heute ist das Dorf Sitz eines Schulzenamtes (polnisch Sołectwo) und damit eine Ortschaft im Verbund der Gmina Kalinowo.

## Kirche
Bis 1945 war Statzen in die evangelische Kirche Pissanitzen (1926 bis 1945 Ebenfelde, polnisch Pisanica) in der Kirchenprovinz Ostpreußen der Kirche der Altpreußischen Union sowie in die römisch-katholische Kirche in Prawdzisken (1934 bis 1945 Reiffenrode, polnisch Prwadziska) im Bistum Ermland eingepfarrt.
Heute gehört Stacze katholischerseits zur Pfarrei in Pisanica im Bistum Ełk der Römisch-katholischen Kirche in Polen. Die evangelischen Einwohner orientieren sich zur Kirchengemeinde in Ełk (Lyck), einer Filialgemeinde der Pfarrei in Pisz (Johannisburg) in der Diözese Masuren der Evangelisch-Augsburgischen Kirche in Polen.

## Wirtschaft
Durch die Lage des Dorfes am See und seinen weitgehend intakten historischen Dorfkern bildet heute der Tourismus neben der Landwirtschaft den wirtschaftlichen Schwerpunkt der Einwohner von Stacze.